# 傅申 (公務員)
傅申（1980年—），香港公務員，於香港政府擔任行政主任。她在公務員生涯中多次效力民政事務總署，曾於西貢區及黃大仙區的民政事務處任職，當中在黃大仙工作時兼任黃大仙區議會秘書。她在區議會秘書任內曾對區議會文件及議程作政治審查，以及拖延批出用以採購防疫物資和清潔大廈的區議會資助。最終，她在2021年因行使假文件訛稱診病但實質前往參加舞蹈興趣班而被廉政公署拘捕。

## 公務員生涯

### 早年生涯

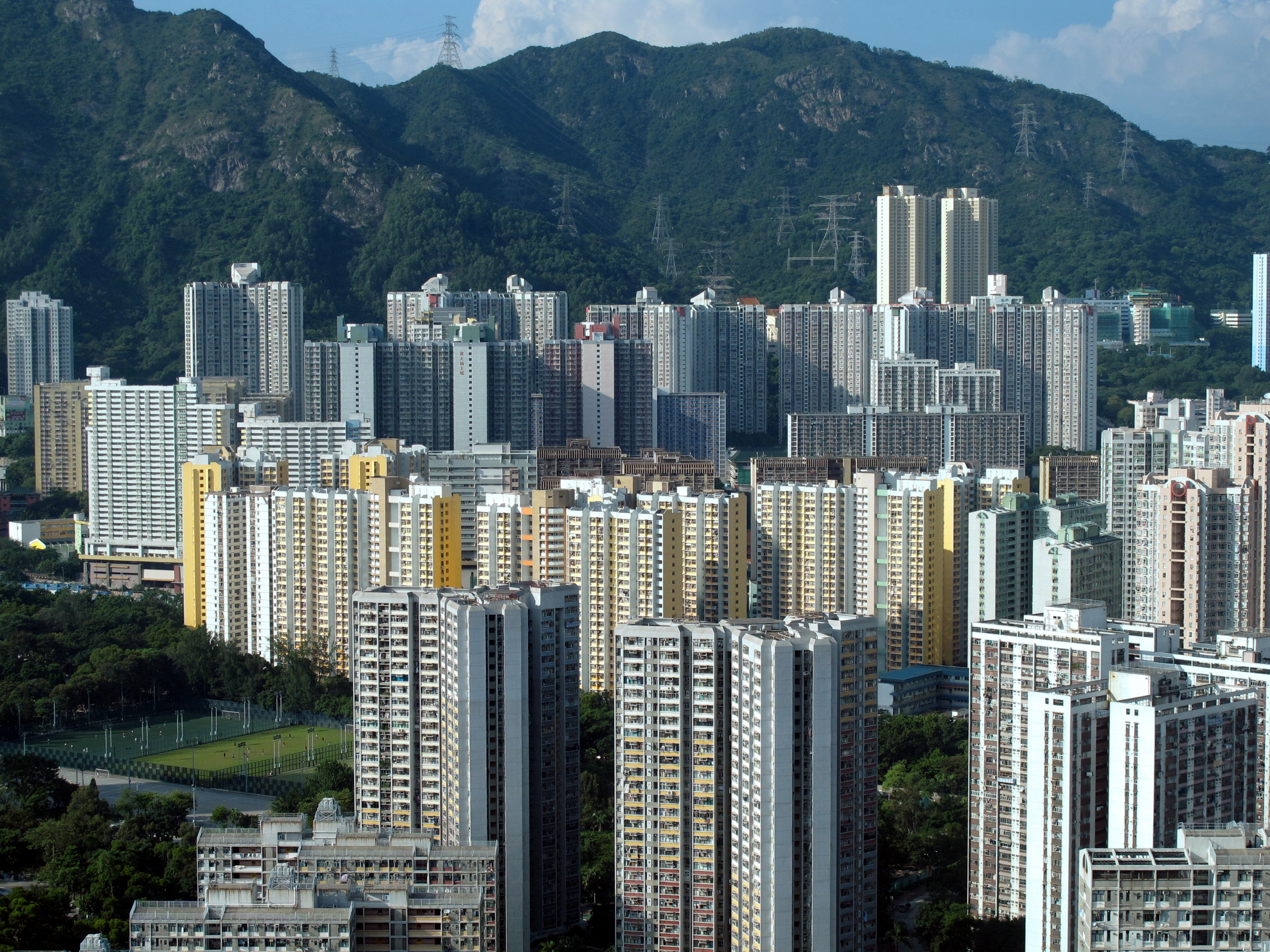
傅申在2016年至2021年兼任黃大仙區議會秘書

傅申於2002年入職香港政府擔任二級行政主任，並在2000年代中期獲派於西貢民政事務處出任行政主任，曾兼任西貢區議會轄下數個委員會的秘書。她在2010年代初於民政事務總署擔任高級行政主任，負責協助籌備香港各級選舉，任內亦兼任2016年香港立法會選舉的助理選舉主任。

### 黃大仙區議會秘書
傅申於2016年中起調職至黃大仙民政事務處，接替因危險駕駛而被判囚的林詠詩，並兼任黃大仙區議會秘書至2021年8月。傅被指因民主派於2019年香港區議會選舉上大勝而對區議會文件及議程作政治審查，包括以對「關注公民與政治權利專責小組」的合法性存有質疑為由不提供任何秘書服務及支援，更在2020年6月舉行首次會議時拒絕議員使用會議場地。2019冠狀病毒病在2020年於香港爆發，黃大仙區議會在同年10月決議斥資70萬港元資助區內居民採購防疫物資和清潔大廈，惟傅與民政事務專員黃智華以需時審批為由拖延，並在同年12月時在區議會大會上表示容後跟進。

#### 行使假文件罪成
傅在2021年8月16日因涉嫌以申領應診假離開崗位參加舞蹈興趣班，而被廉政公署起訴六項行使假文件罪名。案件及後延至2022年1月10日開庭，雖然獲港府就其中三項罪行以不提證供起訴，而她在仍需為餘下三罪抗辯下承認控罪。她以長期患有下背痛並且受時任專員江潤珊不公平對待而確診焦虑症及憂鬱性疾患才犯下罪行來求情，同時亦指案件經已斷送她的前程，更遞上由第5屆黃大仙區議會的聯署求情信。雖然傅的社會服務令報告及精神科報告均指出她確實因受江職場霸凌而患重病，惟裁判官莫子聰認為僅有認罪是主要求情理由，判處其160小時社會服務令。